# San Sebastián (Santa Cruz de Tenerife)
San Sebastián es un barrio de la ciudad de Santa Cruz de Tenerife (Tenerife, Canarias, España), que se encuadra administrativamente dentro del distrito de La Salud-La Salle. Limita al oeste con la calle Galcerán, al norte con el barranco de Santos, al este con el puente General Serrador y al sur con la avenida San Sebastián.

## Demografía
| 2004  | 2005  | 2006  | 2007  | 2008  | 2009  | 2010  | 2014  |
| ----- | ----- | ----- | ----- | ----- | ----- | ----- | ----- |
| 3.419 | 3.506 | 1.848 | 1.812 | 1.811 | 1.756 | 1.762 | 1.518 |

## Edificios y lugares de interés
- Iglesia de San Sebastián